# Jasmina Neudecker

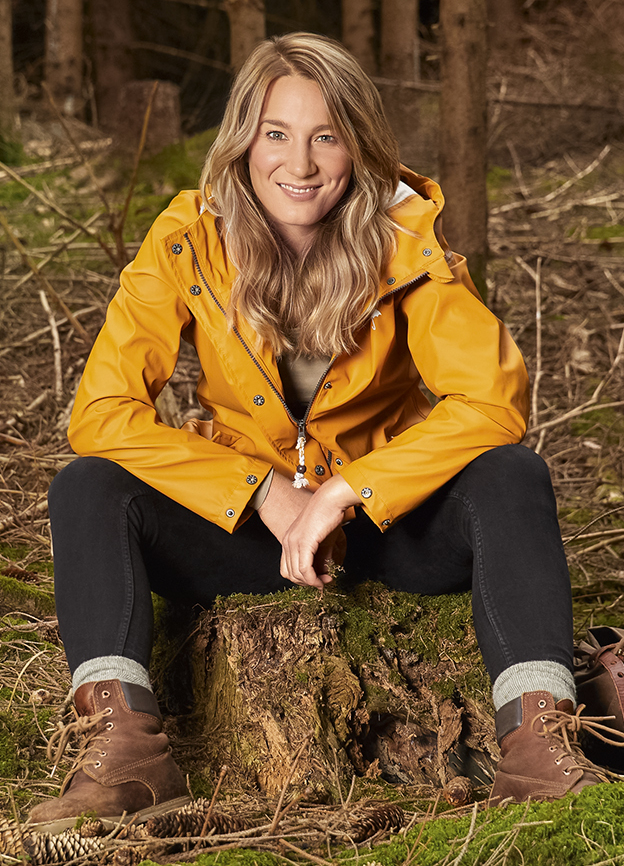
Jasmina Neudecker

Jasmina Daria Neudecker (* 1987 in Bad Kreuznach) ist eine deutsche Moderatorin und Regisseurin. 

## Werdegang
Neudecker studierte von 2007 bis 2013 an der Johannes Gutenberg-Universität Mainz Biologie mit dem Schwerpunkt Molekulare Genetik und Immunologie im Bereich Neurobiologie. Ende 2011 war sie Hospitantin beim ZDF. 2014 sowie 2015 war sie Reporterin beim Hörfunksender RPR1 in Rheinland-Pfalz. 2015 und 2016 machte sie ein Redaktionsvolontariat in der ZDF-Redaktion Naturwissenschaft und Technik. Sie wirkte in mehreren Folgen von Terra X als Regisseurin und Moderatorin und hatte Live-Auftritte in den Onlineformaten von Nano und Terra X. Gemeinsam mit Harald Lesch moderierte sie Terra X Lesch & Co. Seit 2021 moderiert sie Terra Xplore.